# Улица Блакитного (Чернигов)
Улица Блакитного (укр. Вулиця Блакитного) — улица в Деснянском районе города Чернигова, исторически сложившаяся местность (район) Кордовка. Пролегает от улицы Шевченко до улицы 1-я Кордовка.
Примыкают 2-й переулок Отдыха, 1-й переулок Отдыха, улица Гринченко.

## История
Восточная улица  была проложена в 1930-е годы и застроена индивидуальными домами.
В 1983 году улица получила современное название — в честь украинского советского писателя и поэта Василия Михайловича Эллан-Блакитного. 
В 1986 году в связи с реконструкцией стадиона имени Ю. А. Гагарина часть усадебной застройки была ликвидирована.

## Застройка
Улица пролегает вдоль (восточнее) стадиона имени Ю. А. Гагарина в юго-восточном направлении — к лесопарку Кордовка. Улица расположена в пойме реки Десна. Улица частично застроена и занята усадебной застройкой (один дом № 14), другие дома относятся к улице Гринченко и 1-му и 2-му переулкам Отдыха.   
Учреждения: нет